# ألان موراي (لاعب غولف)
ألان موراي (بالإنجليزية: Alan Murray)‏ هو لاعب غولف أسترالي، ولد في 17 يونيو 1940 في سيدني في أستراليا، وتوفي في 24 مايو 2019 في برث في أستراليا بسبب سرطان الجلد.